# Чемпіонат СРСР з легкої атлетики в приміщенні 1990
Чемпіонат СРСР з легкої атлетики в приміщенні 1990 року проведено 3—4 лютого у Челябінську в легкоатлетичному манежі Челябинського державного інституту фізичної культури.
У жіночому бігу на 60 метрів з бар'єрами Людмила Нарожиленко двічі впродовж змагань покращила світовий рекорд. У півфіналі вона показала час 7,71, а в фіналі перевершила цей результат ще на 0,02 секунди — 7,69.
Наталія Сороківська встановила новий рекорд Європи в приміщенні в бігу на 5000 метрів, 15.48,34.
Чемпіонство з легкоатлетичних багатоборств окремо розіграли 27—28 січня у Мінську.

## Медалісти

### Чоловіки
| Дисципліни                | Золото                           | Золото   | Срібло                             | Срібло   | Бронза                       | Бронза   |
| ------------------------- | -------------------------------- | -------- | ---------------------------------- | -------- | ---------------------------- | -------- |
| 60 метрів                 | Віталій Савін Алма-Ата           | 6,56     | Ігор Грошев Московська обл.        | 6,57     | Юрій Язинін Алма-Ата         | 6,58     |
| 200 метрів                | Андрій Федорів Москва            | 21,69    | Дмитро Бартенєв Москва             | 21,81    | Михайло Вдовін Пенза         | 22,08    |
| 400 метрів                | Володимир Просін Саратов         | 47,73    | Володимир Чубровський Новосибірськ | 48,53    | Олександр Багаєв Ленінград   | 49,01    |
| 500 метрів                | Олександр Герасимов Куйбишев     | 1.03,34  | Валерій Стародубцев Іркутськ       | 1.03,74  | Андрій Туригін Горький       | 1.04,17  |
| 800 метрів                | Андрій Крамінський Херсон        | 1.49,87  | Олег Єфімов Череповець             | 1.51,10  | Андрій Шиманський Мінськ     | 1.51,12  |
| 1000 метрів               | Андрій Судник Мінськ             | 2.21,84  | Сергій Афанасьєв Московська обл.   | 2.22,41  | Віктор Калінкін Пенза        | 2.22,52  |
| 1500 метрів               | Сергій Афанасьєв Московська обл. | 3.47,29  | Павелас Федоренко Паневежис        | 3.48,07  | Ігор Лоторьов Москва         | 3.48,68  |
| 3000 метрів               | Михайло Дасько Ленінград         | 8.00,34  | Євген Жеребін Челябінськ           | 8.01,69  | Ігор Конишев Ленінград       | 8.04,86  |
| 5000 метрів               | Геннадій Темников Улан-Уде       | 13.55,90 | Микола Чамєєв Чебоксари            | 14.03,05 | Олег Савельєв Брест          | 14.05,31 |
| 60 метрів з бар'єрами     | Ігор Казанов Рига                | 7,55     | Михайло Едель Москва               | 7,64     | Сергій Усов Ташкент          | 7,66     |
| 3000 метрів з перешкодами | Микола Матюшенко Київська обл.   | 8.23,05  | Валерій Вандяк Тернопіль           | 8.28,35  | Василь Коромислов Перм       | 8.28,85  |
| Ходьба 5000 метрів        | Ігор Плотников Челябінськ        | 19.00,9  | Рішат Шафіков Челябінськ           | 19.11,9  | Михайло Хмельницький Мінськ  | 19.20,2  |
| Стрибки у висоту          | Олексій Ємєлін Москва            | 2,34 м   | Сергій Мальченко Москва            | 2,31 м   | Володимир Корнієнко Алма-Ата | 2,31 м   |
| Стрибки з жердиною        | Григорій Єгоров Алма-Ата         | 5,85 м   | Ігор Транденков Ленінград          | 5,65 м   | Денис Петушинський Іркутськ  | 5,50 м   |
| Стрибки у довжину         | Роберт Емміян Ленінакан          | 8,24 м   | Володимир Ратушков Ленінград       | 7,99 м   | Едуард Краснов Тула          | 7,98 м   |
| Потрійний стрибок         | Олег Сакіркін Чимкент            | 17,36 м  | Ігор Лапшин Мінськ                 | 17,35 м  | Василь Соков Душанбе         | 17,30 м  |
| Штовхання ядра            | Сергій Смирнов Ленінград         | 20,57 м  | Таріел Біцадзе Сухумі              | 20,09 м  | Сергій Рубцов Алма-Ата       | 19,88 м  |

### Жінки
| Дисципліни            | Золото                          | Золото       | Срібло                         | Срібло   | Бронза                          | Бронза   |
| --------------------- | ------------------------------- | ------------ | ------------------------------ | -------- | ------------------------------- | -------- |
| 60 метрів             | Галина Мальчугіна Брянськ       | 7,16         | Ірина Сергєєва Москва          | 7,18     | Олена Кельчевська Мінськ        | 7,21     |
| 200 метрів            | Марина Маркіна Москва           | 23,67        | Олена Насонкіна Харків         | 23,81    | Тетяна Папіліна Московська обл. | 24,04    |
| 400 метрів            | Марина Шмоніна Ташкент          | 53,02        | Марина Харламова Волгоград     | 53,87    | Галина Москвина Свердловськ     | 53,92    |
| 500 метрів            | Інна Євсєєва Житомир            | 1.11,33      | Олена Гончарова Курган         | 1.11,72  | Лариса Главенко Кишинів         | 1.11,93  |
| 800 метрів            | Інна Євсєєва Житомир            | 2.01,89      | Віра Чувашева Курган           | 2.02,34  | Надія Лобойко Ставрополь        | 2.02,68  |
| 1000 метрів           | Віра Чувашева Курган            | 2.41,91      | Наталія Артемова Ленінград     | 2.42,06  | Надія Лобойко Ставрополь        | 2.42,37  |
| 1500 метрів           | Наталія Артемова Ленінград      | 4.14,78      | Тетяна Вахмінцева Сімферополь  | 4.16,00  | Стефанія Статкувене Вільнюс     | 4.16,68  |
| 3000 метрів           | Любов Кремльова Московська обл. | 9.10,72      | Тамара Коба Дніпропетровськ    | 9.13,02  | Олена Самощенкова Курськ        | 9.15,02  |
| 5000 метрів           | Наталія Сороківська Алма-Ата    | 15.48,34 EIR | Регіна Чистякова Вільнюс       | 15.49,06 | Тетяна Позднякова Улан-Уде      | 15.51,24 |
| 60 метрів з бар'єрами | Людмила Нарожиленко Краснодар   | 7,69 WIR     | Наталія Григор'єва Харків      | 7,85     | Лідія Юркова Могильов           | 7,86     |
| Ходьба 3000 метрів    | Віра Маколова Саранськ          | 12.11,48     | Ольга Криштоп Новосибірськ     | 12.13,98 | Наталія Сербіненко Донецьк      | 12.14,28 |
| Стрибки у висоту      | Тамара Бикова Москва            | 1,98 м       | Олена Панікаровських Ленінград | 1,96 м   | Олена Топчина Ленінград         | 1,96 м   |
| Стрибки у довжину     | Олена Хлопотнова Харків         | 7,06 м       | Іоланда Чен Москва             | 7,03 м   | Лариса Бережна Київська обл.    | 6,95 м   |
| Штовхання ядра        | Лариса Пелешенко Ленінград      | 18,76 м      | Дангуоле Урбікене Вільнюс      | 18,30 м  | Олена Ортіна Алма-Ата           | 17,74 м  |

## Чемпіонат СРСР з легкоатлетичних багатоборств в приміщенні
Чемпіонство з легкоатлетичних багатоборств було розіграно в межах окремого чемпіонату СРСР з багатоборств в приміщенні, проведеного 27-28 січня у Мінську в Палаці легкої атлетики СКА.

### Чоловіки
| Дисципліна  | Золото             | Золото    | Срібло                       | Срібло    | Бронза               | Бронза    |
| ----------- | ------------------ | --------- | ---------------------------- | --------- | -------------------- | --------- |
| Семиборство | Олексій Лях Москва | 5914 очок | Микола Афанасьєв Свердловськ | 5891 очко | Олег Урмакаєв Москва | 5854 очки |

### Жінки
| Дисципліна   | Золото                | Золото    | Срібло                   | Срібло    | Бронза                       | Бронза    |
| ------------ | --------------------- | --------- | ------------------------ | --------- | ---------------------------- | --------- |
| П'ятиборство | Ірина Бєлова Іркутськ | 4566 очок | Олена Чичерова Краснодар | 4450 очок | Світлана Чистякова Ленінград | 4444 очки |

## Медальний залік
Нижче представлений загальний медальний залік за підсумками обох чемпіонатів.
| Місце | Команда        | Золото | Срібло | Бронза | Загалом |
| ----- | -------------- | ------ | ------ | ------ | ------- |
| 1     | РРФСР          | 11     | 14     | 12     | 37      |
| 2     | Москва         | 5      | 5      | 2      | 12      |
| 2     | УРСР           | 5      | 5      | 2      | 12      |
| 4     | Ленінград      | 4      | 4      | 4      | 12      |
| 5     | Казахська РСР  | 4      | 0      | 4      | 8       |
| 6     | Білоруська РСР | 1      | 1      | 5      | 7       |
| 7     | Узбецька РСР   | 1      | 0      | 1      | 2       |
| 8     | Латвійська РСР | 1      | 0      | 0      | 1       |
| 8     | Вірменська РСР | 1      | 0      | 0      | 1       |
| 10    | Литовська РСР  | 0      | 3      | 1      | 4       |
| 11    | Грузинська РСР | 0      | 1      | 0      | 1       |
| 12    | Таджицька РСР  | 0      | 0      | 1      | 1       |
| 12    | Молдавська РСР | 0      | 0      | 1      | 1       |

## Командний залік
Починаючи з чемпіонату 1985 року, командний залік був скасований. Чемпіонати в приміщенні 1990 року носили особистий характер — командний залік офіційно не визначався.